# Glochidium

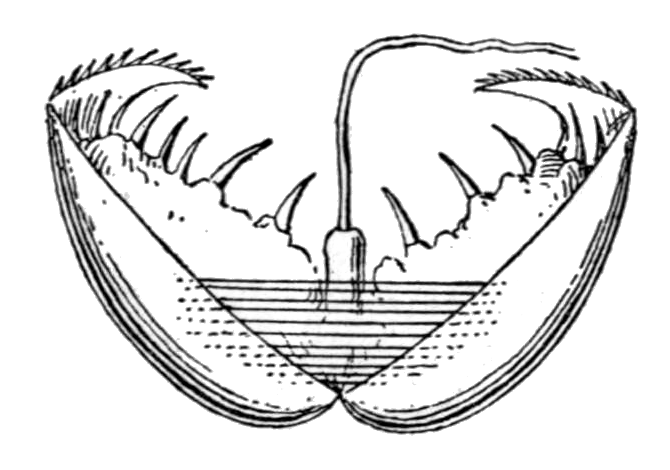
Een tekening van het glochidium van de Zwanenmossel (Anodonta cygnea). De lengte van de larve is 0,35 millimeter.

Het glochidium (meervoud: glochidia of glochidiums) is een bepaald microscopisch klein larvaal stadium van grote soorten zoetwatermossels, uit de families Unionidae en Margaritiferidae.
De larve heeft een meestal driehoekige tweekleppige schelp waarvan beide kleppen aan de onderkant voorzien zijn van haken. De larve kan zich hiermee aan vissen vasthechten, bijvoorbeeld aan de kieuwen. Na verloop van tijd als de jonge schelpjes het larvale stadium ontgroeid zijn, laten zij los en vallen naar de waterbodem. Als het substraat geschikt is, dan brengen zij hun verdere leven op die plek door, bij een ongeschikt substraat sterft het jonge individu.
Doordat vissen actieve dieren zijn die zich vrij kunnen verplaatsen stelt dat de zoetwatermossel in staat eenzelfde verspreidingsgebied te bereiken als het gastdier. Veel zoetwatermosselsoorten hebben slechts één of enkele vissoort(en) die zij als gastdier gebruiken. Dat betekent dat het voortbestaan van een mosselsoort afhankelijk is van het voortbestaan van de gastvissoorten.
Vroeger werden glochidiums als parasitair beschouwd, maar het is nu duidelijk dat dat niet zo is en dat zij geen schade aan de vis toebrengen.
Glochidiums zijn in staat om in fijnkorrelige sedimenten te fossiliseren. Ze zijn bekend uit afzettingen met een holocene en een Eemien ouderdom.
Als de umbo van een volwassen zoetwatermossel niet gecorrodeerd is dan is het glochidium soms nog zichtbaar.